# المدي (المضاربة والعارة)

تعديل مصدري - تعديل

المدي هي إحدى قرى عزلة المضاربة بمديرية المضاربة والعارة التابعة لمحافظة لحج في اليمن، بلغ تعداد سكانها 147 نسمة حسب تعداد اليمن لعام 2004.